# Lidón
Lidón là một đô thị trong tỉnh Teruel, Aragon, Tây Ban Nha. Theo điều tra dân số 2004 (INE), đô thị này có dân số là 75 người.